# LifeGate Radio
LifeGate Radio è una radio a diffusione digitale in DAB+ in varie zone d'Italia (Milano, Monza e Brianza, Brescia, Lodi, Vicenza, Padova, Rovigo, Treviso, Venezia, Torino, Cuneo, Genova, Imperia, Firenze, Prato, Pistoia, Arezzo, Siena, Lucca, Versilia, Roma, Napoli, Caserta, Campobasso, Bari, Foggia, Lecce, Taranto, Brindisi, Barletta, Andria, Trani, Palermo, Catania) oltre alla Costa Azzurra in territorio francese e tramite piattaforma OTT che garantisce l’ascolto e la visione lineare e on demand (podcast) su smartphone, smart speaker, smart tv e sulle automobili dotate di sistemi Android Auto ed Apple CarPlay.
La radio è di proprietà del network LifeGate S.p.A. con sede a Milano ed è ascoltabile anche via satellite su Hot Bird 13°Est oltre che via Web e via App.
È diretta da Tommaso Perrone dal 2018 insieme alla testata online lifegate.it

Fino al 2012 era trasmessa anche a Roma sul canale 90.9. La radio è anche promotrice di eventi di musica live, iniziative culturali sia teatrali che musicali e tematiche ambientali ed eco-sostenibilità con concerti dal vivo trasmessi diretta.

## Storia
La radio è stata fondata nel 2001 dall'imprenditore Marco Roveda, fondatore negli anni 80 della società Fattoria Scaldasole - una delle prime aziende in Italia specializzata in commercializzazione di prodotti da agricoltura biologica, ceduta poi alla Heinz/Plasmon - ed in seguito creatore del progetto LifeGate, network mediatico che ha come missione aziendale lo sviluppo di strategie di mercato ecosostenibile.
Dopo avere esordito in FM sulla struttura tecnica di Free Time Studio, emittente milanese attiva su 105,100 MHz (marchio Tam Tam Network), a sua volta succeduta a Teleradiostereo (Roma, relay milanese acquistato da Teleradio Bramante che lo aveva rilevato dalla storica Radio Supermilano), ha acquistato una serie di impianti importanti intorno alla frequenza base (105,100 MHz) da Radio Delta International  (105,100 MHz da Monte Bisbino e Parabiago), Radio Super Hit (105,100 MHz da Roncola, ex L'Altra Radio Bergamo); Radio Voghera (105,050 MHz da Codevilla), Teleradio Ritmo (105,200 MHz da Levo-Stresa Vb), Teleradio Antenna Centrale (105,200 Mhz da Broglina-Magliano) oltre ad altri diffusori minori. Nel 2005 ha acquisito per 7 milioni di euro le frequenze di Radio Milano Uno (88,700 MHz da Milano, poi ceduto a Radio Millennium) e Radio Roma Uno (90,900 MHz da Monte Cavo, Roma, oggi Radio Manà Manà Sport Roma), le radio metropolitane del gruppo Sugar.
Dal Natale 2017 al 2022 l'emittente è stata diffusa in audiografica statica (cd. "cartello" nell'ambito della visual radio) anche sul digitale televisivo terrestre su LCN 734 per la Lombardia .

## Frequenze
| Milano       | 105.1          |
| Torino       | 88.7           |
| Biella       | 105.1          |
| Novara       | 105.1          |
| Verbania     | 105.2/105.1    |
| Lecco        | 105.2          |
| Varese       | 105.1          |
| Cremona      | 105.1          |
| Como         | 105.1          |
| Lodi         | 105.1          |
| Pavia        | 102.2          |
| Bergamo      | 105.1          |
| Firenze      | 100.0          |
| Pisa         | 100.0          |
| Livorno      | 100.0          |
| Tutta Italia | Frequenze DAB+ |

## Programmi
Elenco dei programmi dell'emittente:

### Programmi in onda
- Life in Blues di Fabio Treves
- Sostenibilità in 1 minuto di Tommaso Perrone
- Rock Files e Rock Files Live![12] di Ezio Guaitamacchi
- Rock Files Memories
- The Bridge di Giacomo De Poli
- Mi Alma di Leo Mas
- Casa Bertallot di Alessio Bertallot [13]

### Programmi non più in onda
- Area protetta con Sergio Mancinelli[14]
- Destinazioni d'autore [15]
- Illogica Allegria
- Natural Mystic
- Gate Roma
- La stanza dello Scirocco
- Jazz Book
- LifeGate Internazionale
- LifeinAsia con Asia Argento[16]

## Speaker e dj
I dj e gli speaker principali della radio sono:
- Tommaso Perrone
- Chiara Boracchi
- Matteo Suanno
- Eleonora Mazzola
- Fabio Treves
- Ezio Guaitamacchi
- Alessio Bertallot